# Laicyzm
Laicyzm (z fr. laïcisme) – koncepcja związana z zasadą rozdziału państwa od Kościoła i braku wpływów religijnych na sprawy państwowe.
Laickość (z fr. laïcité) gwarantuje prawo do swobodnego wyznawania religii i wszystkie wyznania traktuje jako równe. Nie zapewnia jednak specjalnego statusu dla religii – religie powinny podlegać takim samym prawom jak inne sfery życia i nie stać ponad prawem.

## Laickość a laicyzm
Zdaniem niektórych autorów istnieje różnica między laicyzmem a laickością. Laicyzm to pogląd, który nie zapewnia swobodnej wolności religijnej; wolność religijną zapewnia tylko laickość, bo nie zabiera głosu na temat wartości poszczególnych poglądów (jest neutralna światopoglądowo w przeciwieństwie do ustroju, gdzie panuje religia państwowa i do ustroju, gdzie panuje laicyzm).

## Korzenie laicyzmu
Laicyzm wywodzi się m.in. z Republiki Francuskiej, która jest państwem laickim, co wyrażono w czołowym miejscu konstytucji: „La France est une République, une, indivisible, laïque et sociale.” Rząd francuski nie ma prawa uznać żadnej religii (inaczej sprawę uregulowano w odzyskanej od Niemców Alzacji). Może jedynie uznać organizacje religijne według kryteriów prawnych, które nie dotykają jednak kwestii religijnych.
Laickość jest akceptowana we Francji przez wszystkie większe wyznania poza Kościołem Katolickim oraz grupami tradycjonalistycznych katolików, dążących do przywrócenia sytuacji, w której katolicyzm miał status religii państwowej.
Korzenie laicyzmu mogą leżeć w kulturze francuskiej religijności. We Francji mieszkańcy uznają religię za sprawę prywatną, z którą publiczne obnoszenie się jest generalnie widziane jako nietakt. Urzędnicy publiczni winni zachować dystans pomiędzy polityką i religią, a ostentacyjne eksponowanie symboli religijnych może być zabronione. We Francji kwestia ta była przedmiotem burzliwej debaty publicznej. Zastanawiano się, czy publiczne obnoszenie się z symbolami religijnymi (hidżab, turban Sikhów, krzyże, Gwiazdy Dawida, jarmułki) powinny zostać zakazane na terenie szkół publicznych. Ostatecznie, po długiej debacie, taki zakaz wprowadzono.